# Predi
Un predi, és la denominació donada en dret a una finca i consisteix en una propietat privada immoble que es compon d'una porció delimitada de terreny. La delimitació, anomenada llinda, pot ser física, mitjançant tanques, mollons o altres sistemes, o simplement jurídica, mitjançant la descripció en una escriptura de propietat. El predi o finca representa el bé immoble per excel·lència: la terra. Ha tingut una gran importància des de l'antiguitat per la seva rellevància econòmica en les èpoques prèvies a la industrialització, sent el símbol de riquesa i prosperitat. Per això, la regulació dels béns immobles ha estat molt extensa des d'èpoques molt antigues.

## Classificació urbanística
Amb l'aparició de les normatives sobre regulació urbanística, s'ha limitat la capacitat del propietari a l'hora d'utilitzar els terrenys. Per això, s'ha diferenciat en molts casos en funció de la destinació que se li dona a la finca, distingint entre:
- Finques rústiques: aquelles destinades a l'agricultura, ramaderia,...
- Finques industrials: destinades a la construcció de zones industrials i empresarials.
- Finques urbanes: amb molta major capacitat de construcció, normalment són les de major valor econòmic.

El canvi d'una classificació es denomina qualificació urbanística, i només pot dur-la a terme l'autoritat competent per al desenvolupament dels plans urbanístics.